# Список кардиналов, возведённых папой римским Целестином II
Кардиналы, возведённые Папой римским Целестином II — 14 прелатов, клириков и мирян были возведены в сан кардинала на трёх Консистории за почти полугодовой понтификат Целестина II.

## Консистория от 17 декабря 1143 года
- Раньеро (кардинал-священник церкви Санто-Стефано-аль-Монте-Челио);
- Ариберто (кардинал-священник церкви Сант-Анастазия);
- Манфредо (кардинал-священник церкви Санта-Сабина);
- Родольфо (кардинал-дьякон с титулярной диаконией Санта-Лючия-ин-Септисолио);
- Грегорио (кардинал-дьякон с титулярной диаконией Сант-Анджело-ин-Пескерия);
- Астальдо дельи Асталли (кардинал-дьякон с титулярной диаконией Сант-Эустакьо);
- Джованни, регулярный каноник Святого Фридиана Луккского (кардинал-дьякон с титулярной диаконией Санта-Мария-Нуова);
- Джованни Папарони (кардинал-дьякон с титулярной диаконией Сант-Адриано);
- Уго (кардинал-дьякон с титулярной диаконией Санта-Лючия-ин-Орфея (или Силиче).

## Консистория от Пепельной среды 1144 года
- Джулио (кардинал-священник церкви Сан-Марчелло);
- Уго Мизини, регулярный каноник Святой Марии Ренской, приор монастыря Святой Пракседы (кардинал-священник церкви Сан-Лоренцо-ин-Лучина);
- Джачинто Бобоне (кардинал-дьякон с титулярной диаконией Санта-Мария-ин-Козмедин);
- Грегорио (титулярная диакония неизвестна).

## Консистория от марта 1144 года
- Гезо (кардинал-священник церкви Санта-Сусанна).